# Rio Begiu
O Rio Begiu é um rio da Romênia afluente do Rio Valea Dosului, localizado no distrito de Alba.